# Flore mellifère

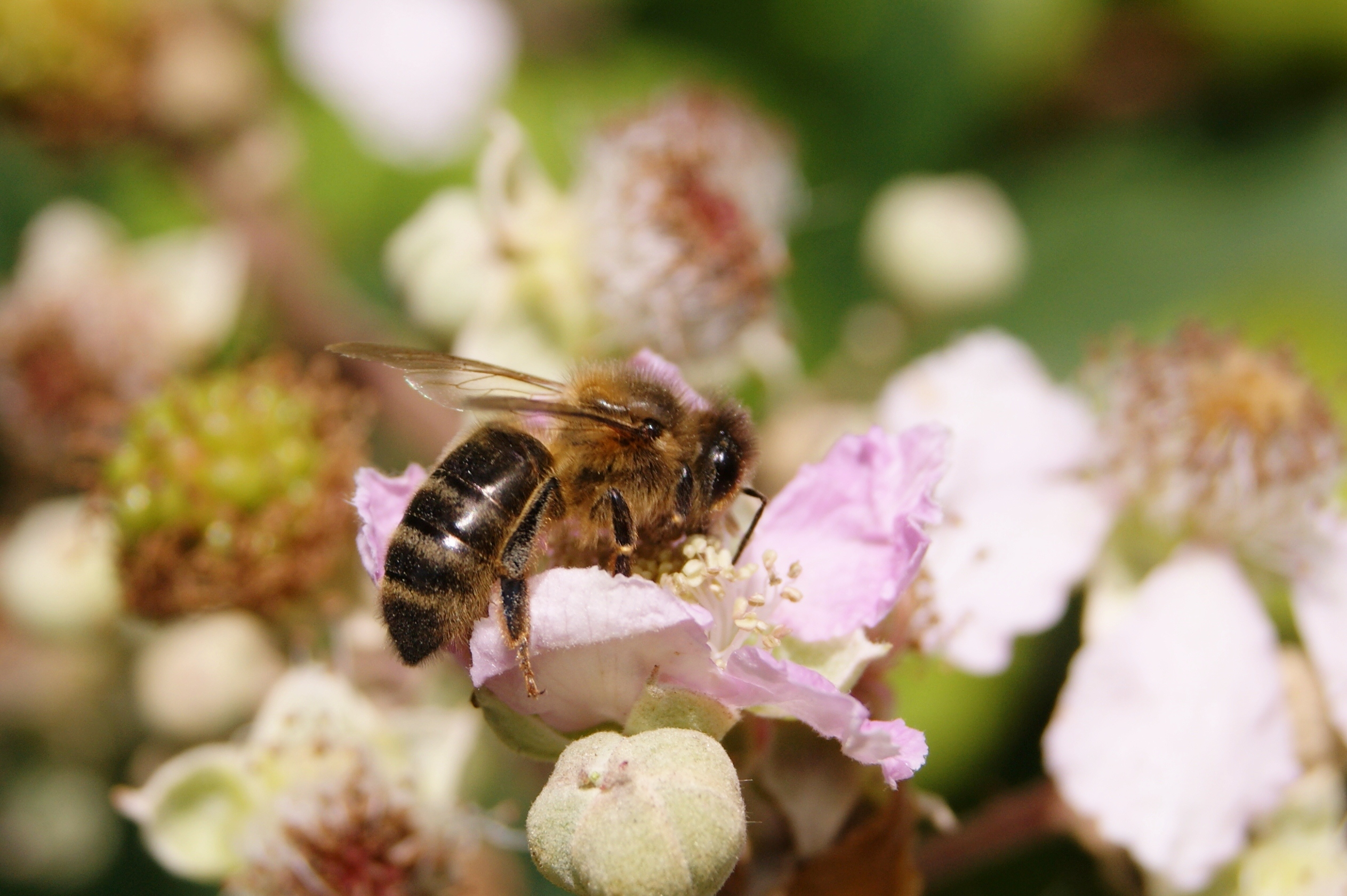
Abeille domestique récoltant du nectar de fleur

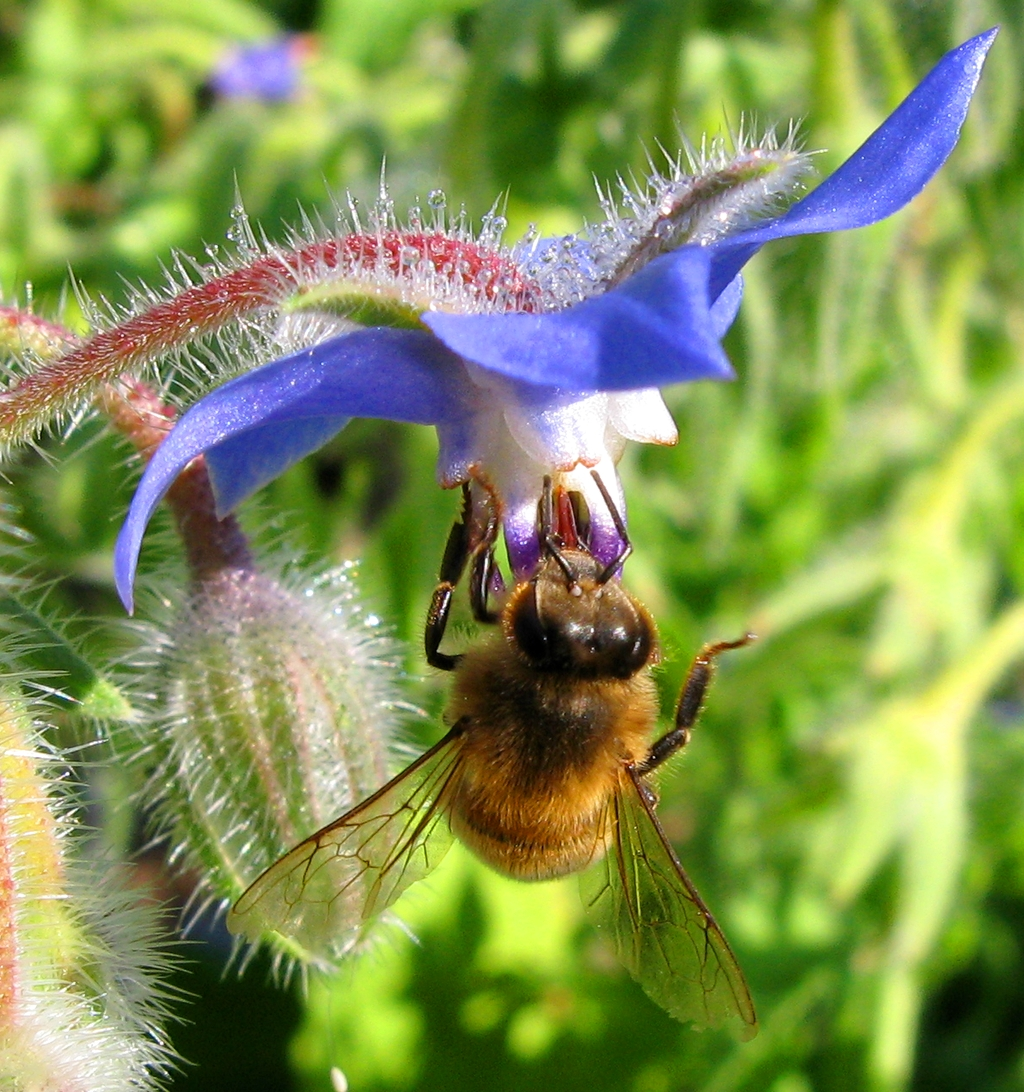
Abeille domestique (Apis mellifera) butinant de la bourrache officinale, une excellente productrice de nectar

Les plantes mellifères sont les plantes produisant de bonnes quantités de nectar et de pollen de bonne qualité et accessibles par les abeilles.
Certaines abeilles mellifères (Apis, Trigona, Melipona…) transforment le nectar en miel. Le pollen est utilisé par ces abeilles en le mélangeant au nectar, ou au miel et à des sécrétions glandulaires régurgitées pour produire du pain d'abeille pour nourrir les larves ouvrières,.
Beaucoup de plantes sont nectarifères, mais seulement une partie peut être butinée par les abeilles domestiques, du fait de leur morphologie (encombrement du corps, longueur de la trompe…). Mais il existe près de 1 000 espèces d'abeilles sauvages en France et 20 000 espèces dans le monde.
L'apiculture classe une plante comme mellifère lorsque celle-ci est exploitable par l'abeille domestique.

## Valeur apicole
La valeur apicole d'une plante décrit sa capacité à fournir des matières premières à la ruche pour son exploitation par l'apiculture, ces matières étant :
- le nectar, principal composant du miel ;
- le pollen, ingrédient de la gelée royale, présent par traces dans le miel ;
- la propolis, utilisée comme mortier et anti-infectieux ;
- le miellat, utilisé en complément du nectar.

Le nectar fournit essentiellement des glucides. De compositions très diverses selon les espèces de plantes pollinifères, le pollen est particulièrement précieux pour la ruche, car il est son unique source de protéines, de lipides, d’acides aminés, d’antioxydants, d’oligoéléments et autres vitamines (B, C, E et H). Le pollen contient également de l’azote, des stérols, des acides organiques, des acides nucléiques, des enzymes et des pigments en concentration variable. Le métabolisme stérolique des abeilles est probablement un aspect clef de
leur physiologie.
L'abondance et la qualité de ces produits dépendent des espèces et de leur environnement.
Les besoins en pollen d’une colonie d’abeilles sont estimés entre 20  et   40 kg par an et la consommation individuelle d'une abeille est évaluée entre 3,4  et   4,3 mg de pollen par jour. De nombreuses autres espèces d’insectes, pas seulement de l’ordre des hyménoptères, trouvent dans le pollen une importante source de nutriments.
Les grains de pollen, qui sont les organes de reproduction mâles des plantes, sont récoltés par les ouvrières butineuses. Avec leurs pattes, elles brossent et rassemblent les grains, y ajoutent un peu de nectar pour former des pelotes et les ramènent à la ruche sur leur troisième paire de pattes. La quantité et la qualité de l’alimentation pollinique dans la bouillie larvaire influe directement sur le développement des glandes hypopharyngiennes, sur l’évolution des organes sexuels, sur la taille, sur la santé et la durée de vie des jeunes abeilles ouvrières.
La qualité d'un pollen et sa teneur en protéines influencent fortement les performances de l'abeille qui le consomme. La teneur en protéines n’est cependant pas le seul facteur déterminant la valeur nutritive du pollen. En effet, la balance en acides aminés ainsi que le profil stérolique ont toute leur importance. De Groot (1953) a déterminé que 10 acides aminés (la thréonine, la valine, la méthionine, l’isoleucine, la leucine, la phénylalanine, l’histidine, la lysine, l’arginine et le tryptophane) étaient essentiels à Apis mellifera et que ceux-ci devaient se trouver en une certaine proportion.
Les protéines consommées déterminent la taille et la longévité de l'insecte. La teneur en protéines des différents pollens est très variable selon la fleur qui le produit : certains pollens parmi les moins intéressants contiennent moins de 10 % de protéines (forsythia, maïs), alors que d’autres en contiennent plus de 50 %. Différentes études ont montré que les abeilles récoltent le pollen d’un nombre relativement limité de fleurs et se concentrent (si elles ont le choix bien sûr) sur les pollens dont la teneur en protéines varie entre 12 et 60 %. Il n’y a pas que la teneur en protéines qui importe dans la composition du pollen, il y a aussi la proportion de lipides, de sucres, d’acides aminés, d’antioxydants... l’ensemble donnant ce que l’on appelle le facteur nutritionnel du pollen. La diversité, la valeur nutritionnelle et l’abondance du pollen contribuent à la qualité et à la production du vitellus (vitellogénine) dans lequel sont fabriqués tous les anticorps qui sont transmis aux futures abeilles.
Certains sucres tels que le mannose, le lactose, le xylose ou le galactose s’avèrent être des composés toxiques pour les abeilles et se retrouvent dans un certain nombre de pollens.

## Meilleures plantes mellifères

### En Europe
Les abeilles ont besoin d'une alimentation variée et de floraisons étalées sur toute la saison pour avoir en permanence de quoi se nourrir correctement. On pourra donc planter près d'une ruche des arbres, des arbustes ou des vivaces riches en bon pollen et nectar et florissant successivement toute la saison.
Parmi les espèces annuelles et les vivaces riches répondant à ces critères, on peut citer :
- la phacélie à feuilles de tanaisie (Phacelia tanacetifolia); considérée comme l'une des plantes produisant le plus de nectar.
- la bourrache officinale (Borago officinalis),
- le mélilot blanc (Melilotus albus),
- le sainfoin cultivé (Onobrychis viciifolia),
- différentes espèces de trèfles (Trifolium ssp.),
- le pissenlit[11] (Taraxacum officinale),
- la luzerne (Medicago sativa),
- le colza (Brassica napus),
- le sarrasin (Fagopyrum esculentum),
- l'ail des ours, la ciboulette (Allium spp.),
- les sauges (Salvia spp.),
- la moutarde (Sinapis arvensis),
- le tournesol (Helianthus annuus),
- l'épilobe en épi (Chamerion angustifolium),
- l'hysope anisé (Agastache foeniculum)
- la vipérine commune (Echium vulgare).

Parmi les arbustes et les arbrisseaux, on peut citer : 
- l'Ajonc d'Europe (Ulex europaeus),
- le cornouiller mâle (Cornus mas),
- les bruyères (Erica spp.),
- le prunellier (Prunus spinosa),
- l'aubépine (Crataegus spp.),
- Le lierre grimpant (Hedera helix),
- le buisson ardent (Pyracantha spp.) ,
- le lilas (Syringa vulgaris),
- la bourdaine (Frangula alnus),
- le troène (Ligustrum),
- le néflier (Mespilus germanica),
- la symphorine blanche (Symphoricarpos albus),
- le framboisier, les mures et la ronce commune (Rubus spp.),
- le cassissier (Ribes nigrum) et les groseilliers (Ribes spp.),
- le romarin (Rosmarinus officinalis),
- le seringat  (Philadelphus coronarius).,...

Parmi les espèces vivaces dites succulentes, on peut citer :
- l'Orpin remarquable (Sedum spectabile),

Parmi les arbres, on peut citer par ordre de floraison au cours de la saison :
- le noisetier (Corylus avellana),
- le saule marsault (Salix caprea),
- l'amandier (Prunus dulcis),
- le prunier (Prunus domestica),
- le cerisier merisier et griottier (Prunus avium, cerasus),
- le pommier (Malus domestica),
- l'érable champêtre (Acer campestre),
- l'érable sycomore (Acer pseudoplatanus),
- le robinier (Robinia pseudoacacia),
- le châtaignier (Castanea sativa),
- le tilleul (Tilia platyphyllos),
- le cytise faux ébénier (Laburnum anagyroides),
- l'arbre à miel (Tetradium daniellii) .

### En Australie
L'Australie possède une flore mellifère importante et unique, notamment les Eucalyptus et une grande diversité de plante endémique.

## Calendrier des floraisons
Si les abeilles ne manquent généralement pas de sources d'alimentation au printemps, cela peut être le cas en début ou en fin de saison. L'apiculteur doit donc veiller à trouver des sources alimentaires toute la saison surtout dans les zones de grandes cultures où le manque de ressources en fin de saison peut compromettre la constitution des réserves (miel et pollen) importantes pour la survie des colonies durant l’hiver. Pour remédier à cette situation, le positionnement des ruchers à proximité des rares plantes en fleurs en fin d’été et à l’automne est une pratique courante chez les apiculteurs présents dans les plaines céréalières.
Pour la survie des colonies en hiver, les couverts fleuris et les habitats naturels boisés améliorent la vitalité des abeilles mellifères. Les chercheurs ont montré qu’une protéine aux propriétés antioxydantes, la vitellogénine, est associée à une augmentation de 30 % de la probabilité de survie des colonies en hiver. La production de cette protéine de vitalité est favorisée par la qualité de l’environnement dans lequel les abeilles se préparent à l’hiver, notamment la présence de couverts fleuris implantés par les agriculteurs en automne et de ressources liées aux habitats naturels. Les colonies composées d’individus avec des forts taux de vitellogénine ont atteint des taux de survie hivernale d’environ 90 % contre 60 % pour les colonies composées d’individus avec des faibles taux de vitellogénine.
L’implantation par les agriculteurs de cultures intermédiaires à base de plantes produisant du nectar et du pollen dès le mois de septembre (moutarde blanche et brune, trèfle d’Alexandrie, vesces pourpre et commune, phacélie, tournesol) augmente la diversité des ressources collectées par les abeilles et par conséquent participe à l’amélioration de leur vitalité. Mais l’effet le plus significatif a été obtenu grâce aux milieux naturels, tels que les haies et lisières forestières.

## Lien avec la pollinisation
Les plantes ayant les abeilles comme principaux pollinisateurs sont appelées plantes mélittophiles (ou mellitophiles). Ce terme autrefois synonyme de mellifère recouvre aujourd'hui une notion plus restreinte avec 200 000 espèces d'Apidae pouvant être qualifiés de mélittophiles.
Les fleurs d'une plante mélittophile possèdent une morphologie adaptée à celle de l'abeille, favorisant le recueil (sur les étamines) ou le dépôt (sur les stigmates) de pollen par celle-ci. Ces fleurs sont généralement zygomorphes (à symétrie bilatérale), parfois actinomorphes (à symétrie radiale), de préférence de couleur jaune ou bleue,.